# Rappach (Mömbris)
Rappach ist ein Gemeindeteil des Marktes Mömbris im unterfränkischen Landkreis Aschaffenburg in Bayern.

## Geographie
Das Dorf liegt im Naturpark Bayerischer Spessart, etwa auf 207 m ü. NHN im mittleren Kahlgrund zwischen Mömbris und Gunzenbach. Südlich von Rappach, auf der anderen Seite des Steinberges, befindet sich das Dorf Rothengrund. Rappach hatte im Januar 2022 278 Einwohner und ist mit Mömbris baulich verwachsen. Nördlich erstrecken sich die Hänge des Bauersberges.

## Name

### Etymologie
Seinen Namen hat Rappach vom gleichnamigen Bach Rappach, welcher der Kahl in Mömbris zufließt. Im Kahlgründer Dialekt wird der Ort „Raawich“ genannt.

### Frühere Schreibweisen
Frühere Schreibweisen des Ortes aus diversen historischen Karten und Urkunden:
- 1562 Rotpach[5]
- 1850 Rapbach[6]
- 1860 Rappach[7]

## Geschichte

### Mittelalter
Im Mittelalter gehörte Rappach zum Gericht Mömbris, das wiederum Teil des Freigerichts Alzenau war. Das Freigericht war zwar reichsunmittelbar, aber das Reich verpfändete oder vergab das Gebiet immer wieder. So wechselten die Landesherren, zu denen die Herren und späteren Grafen von Hanau, die Herren von Randenburg und die Herren von Eppstein zählten.

### Neuzeit
Im Jahr 1500 belehnte der römisch-deutsche König Maximilian I. den Erzbischof von Mainz und den Grafen von Hanau-Münzenberg gemeinsamen mit dem Freigericht, das sie nun als Kondominat verwalteten. Da im Freigericht auch zur Zeit des Kondominats die kirchliche Jurisdiktion bei den Erzbischöfen von Mainz verblieb, konnte sich die Reformation – im Gegensatz zur Grafschaft Hanau-Münzenberg – hier nicht durchsetzen. Rappach blieb römisch-katholisch.
Mit Graf Johann Reinhard III. starb 1736 der letzte männlicher Vertreter des Hauses Hanau. Erbe des hanau-münzenberger Landesteils war aufgrund eines Vertrages der Landgraf von Hessen-Kassel. Ob sich sein Erbe auch auf den Hanauer Anteil an dem Kondominat erstreckte, war in den folgenden Jahren zwischen Kurmainz und Hessen-Kassel heftig umstritten. Der Streit endete in einem Kompromiss, dem „Partifikationsrezess“ von 1740, der eine Realteilung des Kondominats vorsah. Es dauerte allerdings bis 1748, bis der Vertrag umgesetzt war. Rappach fiel dadurch Kurmainz zu.
Rappach wurde laut Reichsdeputationshauptschluss 1803 ein Teil des neugebildeten Fürstentums Aschaffenburg des Fürstprimas von Dalberg, mit welchem er 1814 (damals ein Departement des Großherzogtums Frankfurt) schließlich an Bayern fiel.
Am 1. Juli 1862 wurde das Bezirksamt Alzenau gebildet, auf dessen Verwaltungsgebiet Rappach lag. 1939 wurde wie überall im Deutschen Reich die Bezeichnung Landkreis eingeführt. Rappach gehörte nun zum Landkreis Alzenau in Unterfranken (Kfz-Kennzeichen ALZ). Mit Auflösung des Landkreises Alzenau im Jahre 1972 kam Rappach in den neu gebildeten Landkreis Aschaffenburg (Kfz-Kennzeichen AB).

## Wissenswert
- Im Ort befindet sich die Dreifaltigkeitskapelle.
- Bekannt ist das Rawicher Woaschtfest, bei dem einheimische Produkte (Hausmacher Wurst, Kesselfleisch und Apfelwein) dargeboten werden.